# 高安美佐子
高安 美佐子（たかやす みさこ、1963年 - ）は、日本の物理学者。専門は数理物理学、経済物理学。東京工業大学科学技術創成研究院教授。物理学者の高安秀樹は夫。

## 人物・経歴
茨城県立竹園高等学校を経て、1987年名古屋大学理学部物理学科卒業。1993年神戸大学大学院自然科学研究科物質科学専攻博士課程修了、博士（理学）。日本学術振興会特別研究員、ボストン大学物理学教室客員研究員、慶應義塾大学理工学部助手を経て、2000年公立はこだて未来大学システム情報科学部複雑系科学科助教授。2004年東京工業大学大学院総合理工学研究科知能システム科学専攻准教授。2017年東京工業大学科学技術創成研究院教授。

## 著書
- 『フラクタルって何だろう : 新しい科学が自然を見る目を変えた』（高安秀樹と共著）ダイヤモンド社 1988
- 『経済・情報・生命の臨界ゆらぎ : 複雑系科学で近未来を読む』（高安秀樹と共著）ダイヤモンド社 2000
- 『エコノフィジックス市場に潜む物理法則』（高安秀樹と共著）日本経済新聞社 2001
- 『インターネット情報流の輻輳における臨界ゆらぎと複雑系制御方法の開発』東京工業大学, はこだて未来大学 2001
- 『自己変調過程より生じる臨界ゆらぎの特性解明と現実系への応用』東京工業大学 2004
- 『ソーシャルメディアの経済物理学 ウェブから読み解く人間行動』日本評論社 2012
- 『学生・技術者のためのビッグデータ解析入門』（田村光太郎, 三浦航と共著）日本評論社 2014